# Lockhartia oerstedii
Lockhartia oerstedii là một loài lan bản địa của México, Guatemala, Nicaragua, Honduras, Costa Rica, Panama và Colombia. The species usually grows in mountain forests.

## Hình ảnh

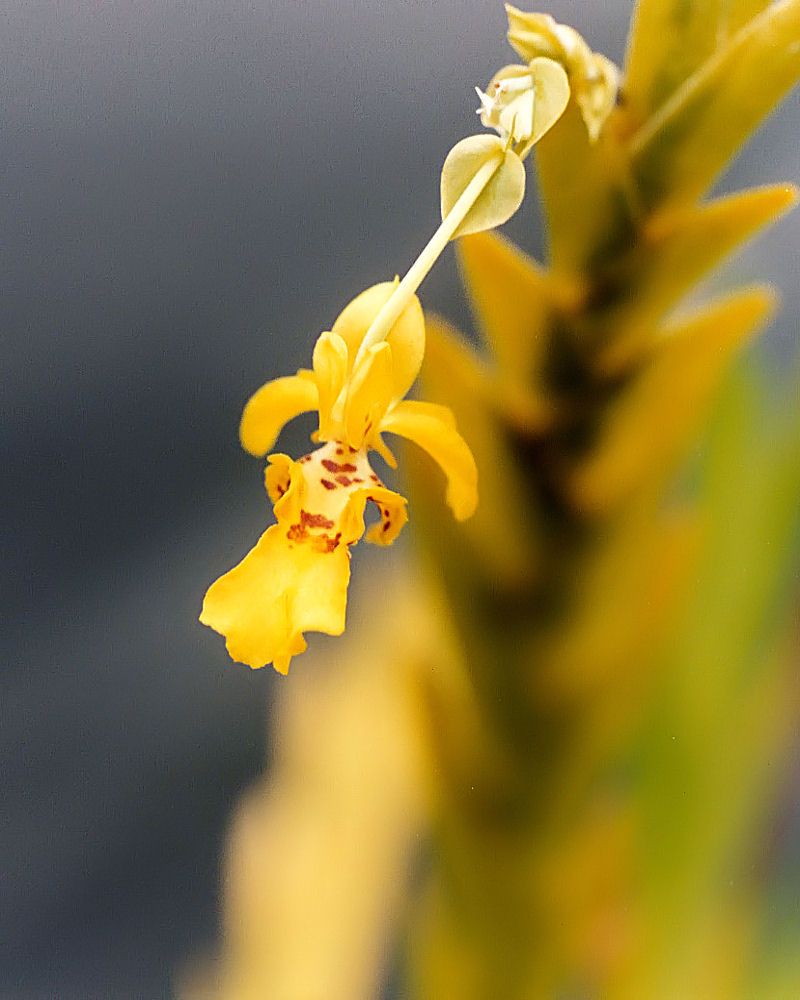
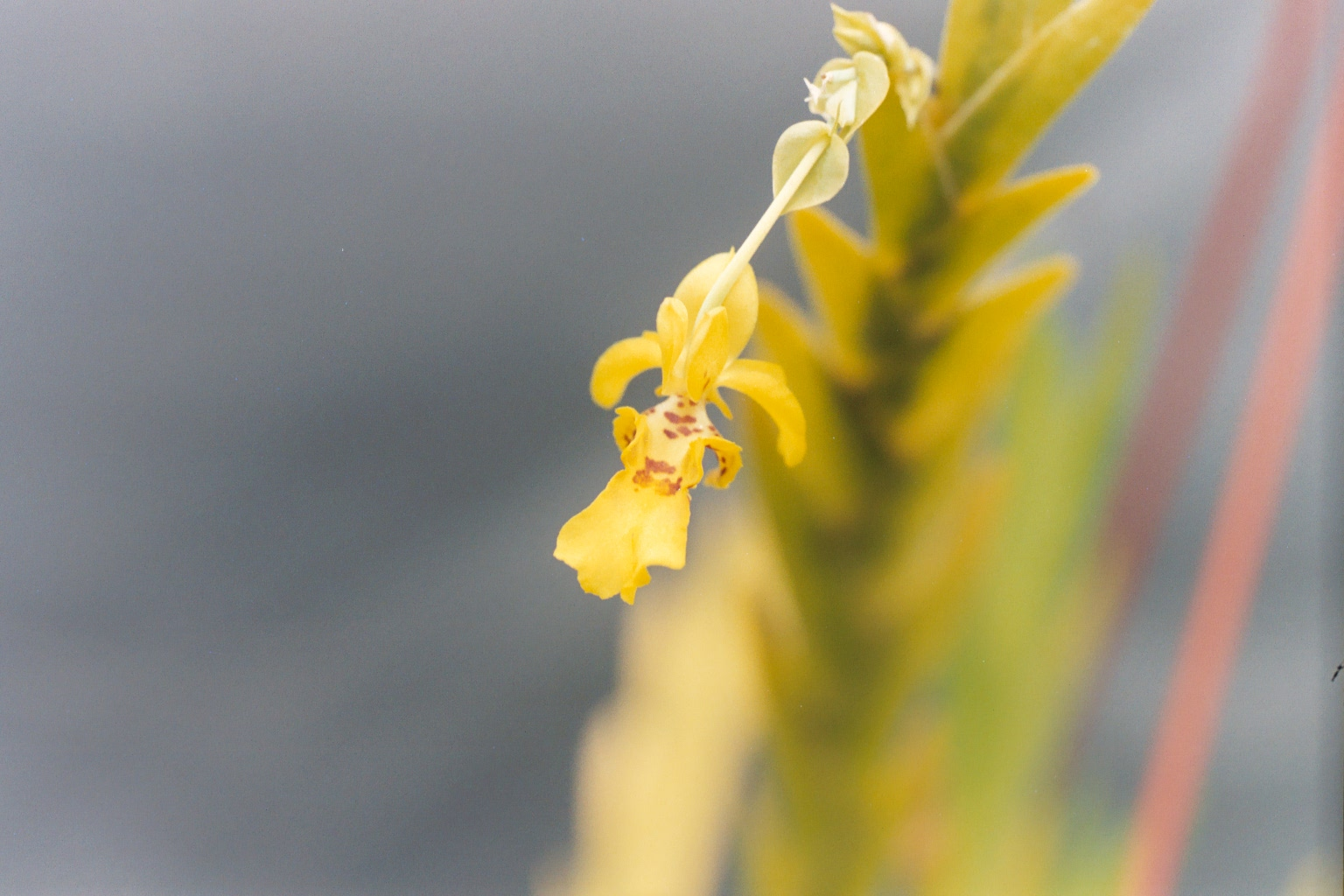
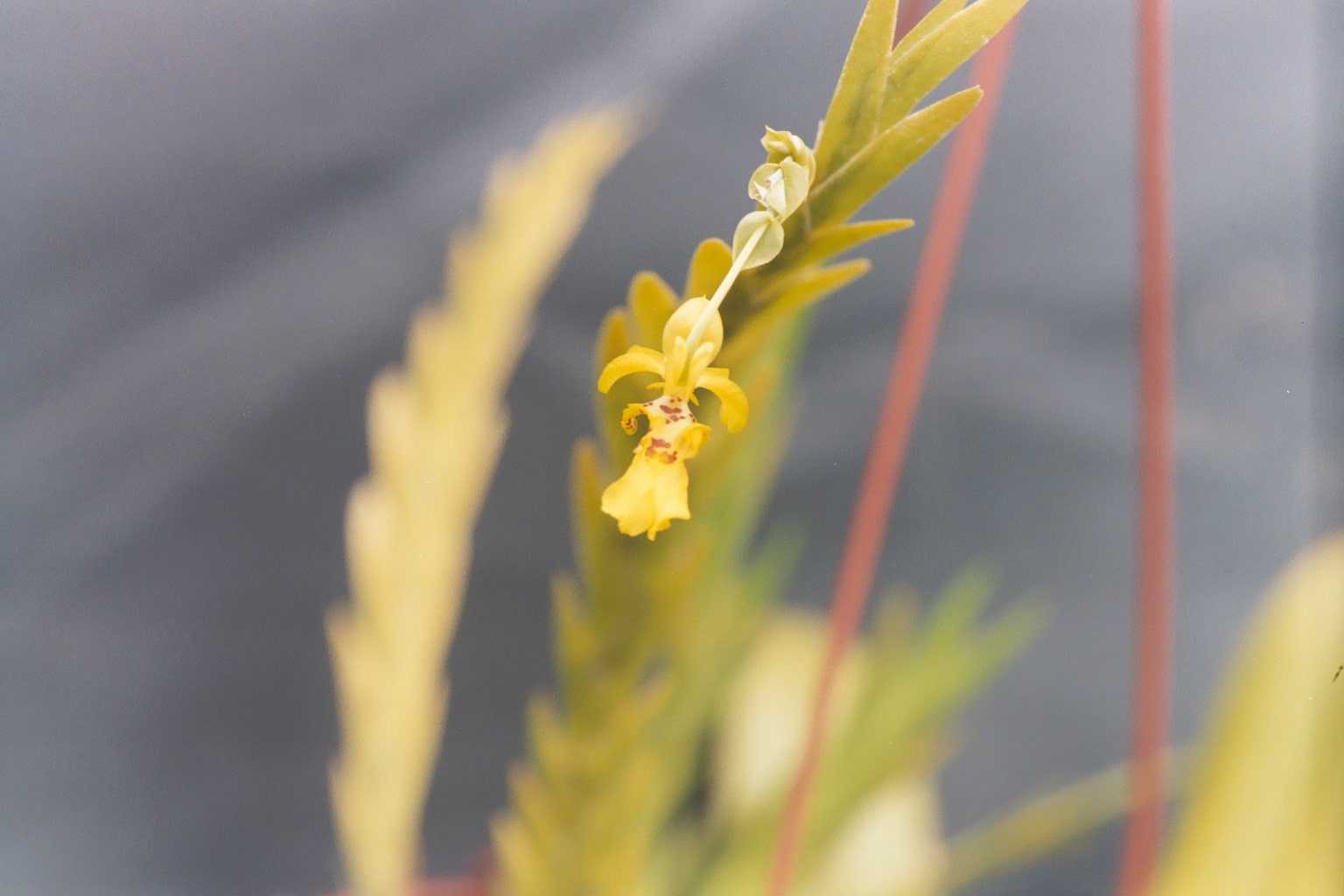
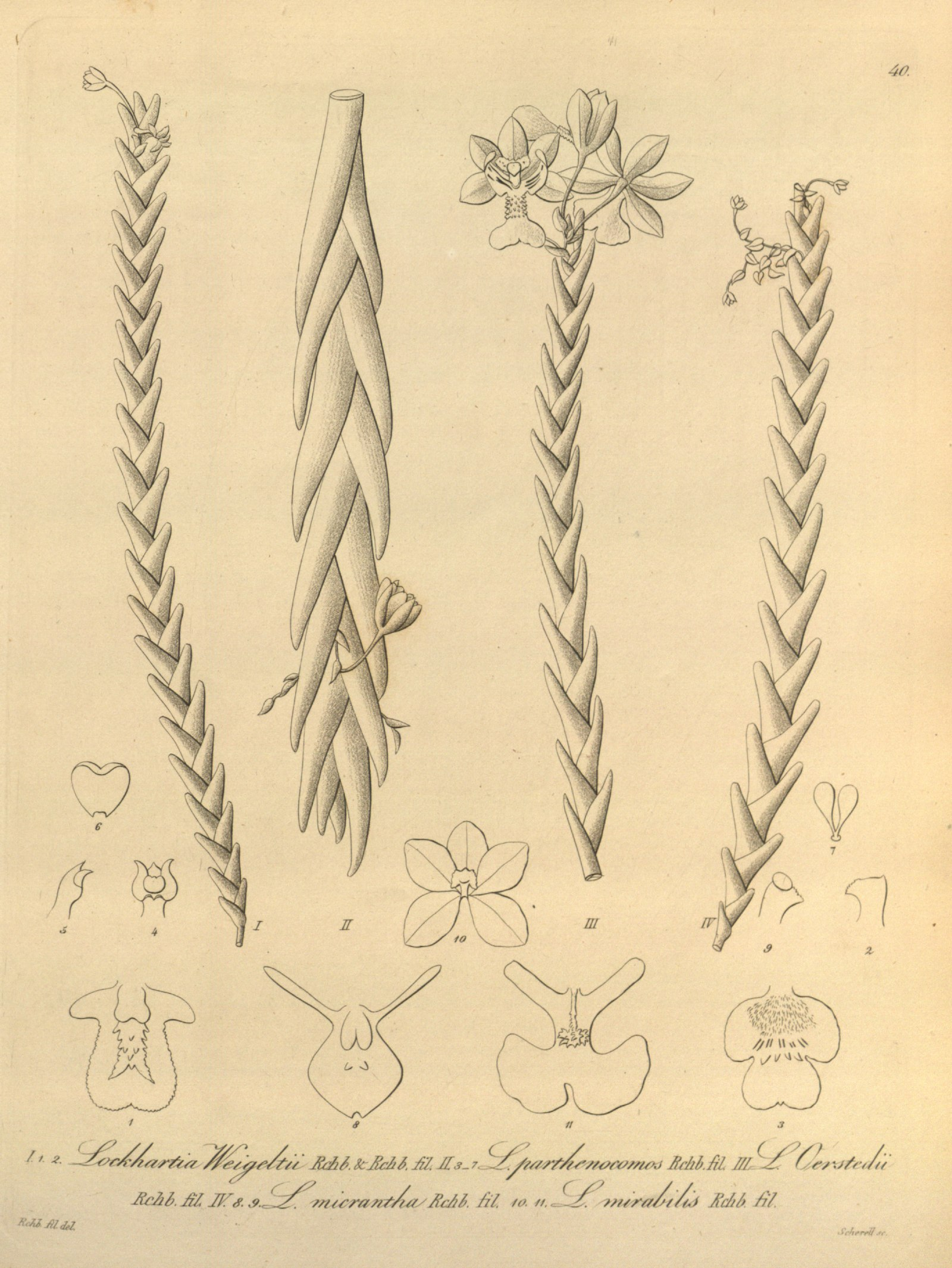